# Río Moncul
Río Moncul är ett vattendrag i Chile.   Det ligger i regionen Región de la Araucanía, i den södra delen av landet, 600 km söder om huvudstaden Santiago de Chile.
I omgivningen kring Río Moncul växer i huvudsak blandskog. Området är ganska glesbefolkat, med 23 invånare per kvadratkilometer.